# Senchan
Senchan est un chef des poètes d'Irlande, les Filid.
Il est cité dans un texte ancien de la littérature irlandaise[Lequel ?]. Lors d'une discussion avec Marban, ermite-ascète irlandais, ce dernier critique les faiblesses de ses connaissances.